# Il meglio di Mia Martini. 26 grandi successi
Il meglio di Mia Martini. 26 Grandi successi è una raccolta dei principali successi della cantante Mia Martini pubblicata l'8 maggio del 2009 dalla Edel Music nella ricorrenza della sua scomparsa. La raccolta nel corso di circa due anni è entrata per 13 volte nella classifica FIMI, giungendo fino alla 46ª posizione nell'ottobre 2010. Nella prima settimana del 2013 la raccolta viene certificata disco d'oro dalla FIMI, per aver venduto più di 30 000 copie in Italia.

## Tracce

### CD 1
1. Almeno tu nell'universo
2. Minuetto
3. Gli uomini non cambiano
4. Piccolo uomo
5. La nevicata del '56
6. Per amarti
7. Donna
8. Il fiume dei profumi
9. Quante volte
10. In una notte così
11. Donna sola
12. Al mondo
13. E non finisce mica il cielo

### CD 2
1. Inno
2. Amanti
3. Valsinha
4. Agapimu
5. Domani
6. Io Donna, Io Persona
7. Donna con te
8. Vola
9. Danza
10. La Costruzione di un amore
11. Stiamo come stiamo (Feat Loredana Bertè)
12. Mimì Sarà
13. Cu'mme (Live)

## Andamento nella classifica italiana degli albums
| Settimana           | Posizione |
| ------------------- | --------- |
| 8-14 maggio 2009    | 78        |
| 15-21 maggio 2009   | 88        |
| 17-23 maggio 2010   | 78        |
| 2-8 agosto 2010     | 75        |
| 16-22 agosto 2010   | 72        |
| 6-12 settembre 2010 | 60        |
| 4-10 ottobre 2010   | 46        |
| 11-17 ottobre 2010  | 56        |
| 18-24 ottobre 2010  | 92        |
| 22-28 novembre 2010 | 98        |
| 7-13 marzo 2011     | 92        |
| 14-20 marzo 2011    | 89        |
| 4-10 aprile 2011    | 98        |